# Wassiljewski-Insel (Laptewsee)
Die Wassiljewski-Insel (auch Wassiljew-Insel, russisch Остров Васильевский) war eine der Ljachow-Inseln der Neusibirischen Inseln in der Laptewsee. Seit ihrer Kartierung durch Pjotr Anjou im Jahr 1823 erodierte sie schnell und verschwand bis 1936. An ihrer Position befindet sich heute die Wassiljewskibank (Васильевская банка).
Der Jakute Maxim Ljachow entdeckte die Wassiljewski-Insel gemeinsam mit der nördlich von ihr gelegenen Semjonowski-Insel im Jahre 1815, als er bei einer Schlittenfahrt vom Lenadelta nach Kotelny die Richtung verlor. Acht Jahre später besuchte der russische Entdecker Pjotr Anjou die Insel auf einer Schlittenreise zur Belkowski-Insel. Zu dieser Zeit war sie 7,4 Kilometer lang und fast einen halben Kilometer breit. Am 12. September 1881 passierte George Washington DeLong mit den anderen Schiffbrüchigen der Jeannette die Insel, nachdem er zwei Tage auf der Semjonowski-Insel gerastet hatte. Bis 1912, als Teilnehmer der Hydrographischen Expedition des Nördlichen Eismeers auf ihr landeten, hatte sich die Länge der Wassiljewski-Insel auf 4,6 km reduziert. Ihre Höhe betrug etwa 15 bis 16 Meter. 1936 war sie nicht mehr auffindbar. Die Semjonowski-Insel verschwand um 1950. Etwa 40 km südwestlich ihrer früheren Position wurde 2013 eine neue Insel entdeckt, die den Namen Jaja erhielt.
Grund für das Verschwinden der Semjonowski- und der Wassiliewski-Insel ist wahrscheinlich Thermoabrasion, eine Erosionsform des Permafrosts, die durch tauende Eisblöcke im Innern von Sedimenten hervorgerufen wird.